# Пальмовый украшенный лори
Пальмовый украшенный лори (лат. Vini palmarum) — вид птиц отряда попугаеобразных.

## Внешний вид
Длина тела 20—23 см. Окраска оперения зелёная. Горло и бока головы желтовато-зелёного цвета, задняя часть головы коричневая. На нижней стороне тела, боках и шее имеются редкие зеленовато-жёлтые штрихи, на задней части шеи штрихи тёмные, оранжево-жёлтого цвета. Нижние кроющие перья хвоста и середина брюшка красные. Клюв оранжевый или красный.

## Распространение
Обитают на Соломоновых островах и Новых Гебридах.

## Образ жизни
Населяют субтропические и влажные тропические леса и плантации.

## Размножение
Кладку насиживают оба родителя, в дальнейшем обогревают и кормят птенцов жидкой пищей. После вылета птенцов из гнезда самец и самка ещё в течение 3—4 недель продолжают кормить их.

## Угрозы и защита
Находятся на грани исчезновения из-за потери естественной среды обитания.

## Содержание
Очень быстро приручаются и могут жить в неволе долго.